# 8 Pułk Lotnictwa Myśliwsko-Bombowego

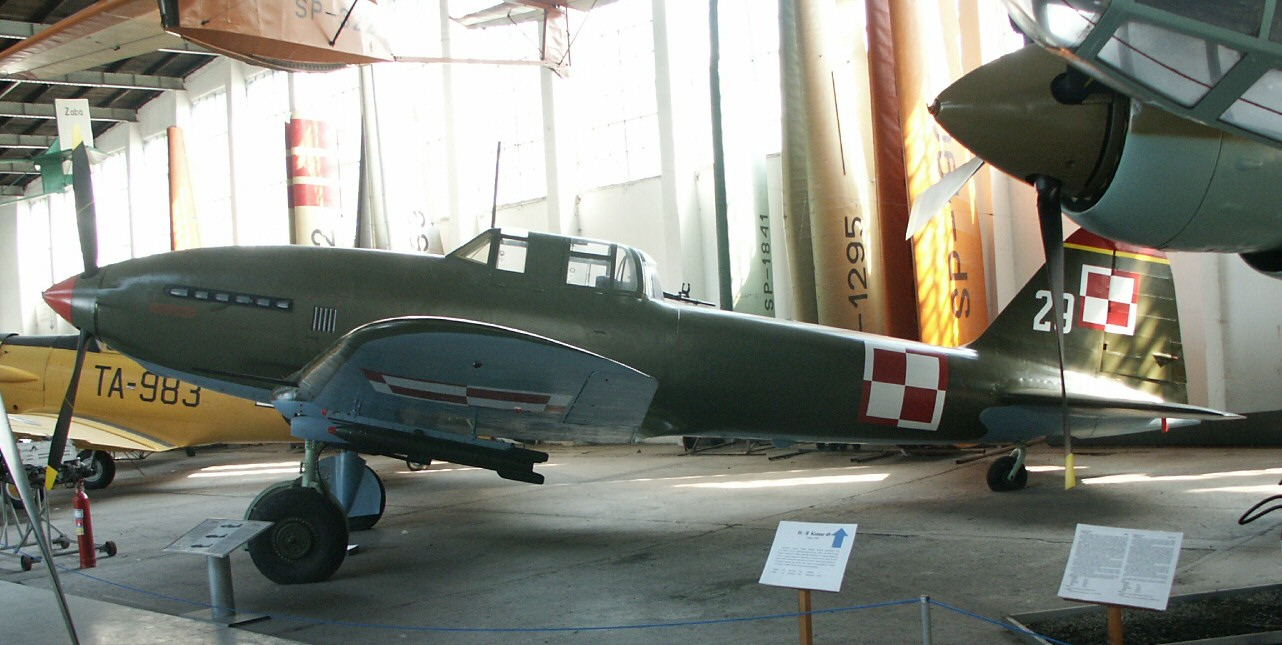
Ił-10

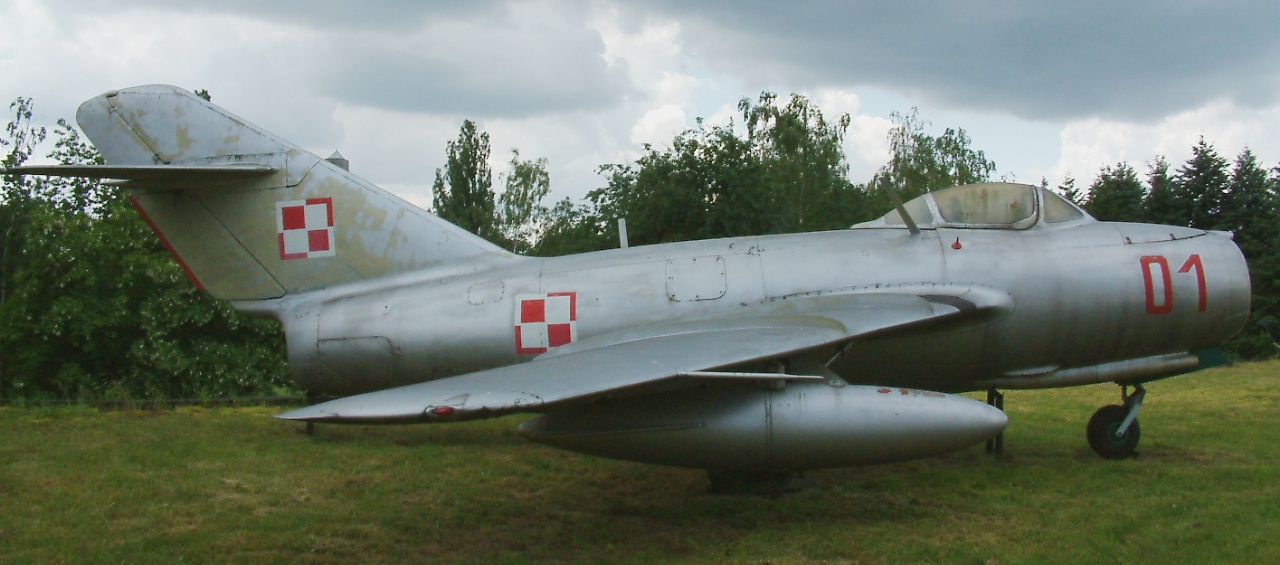
Lim-2

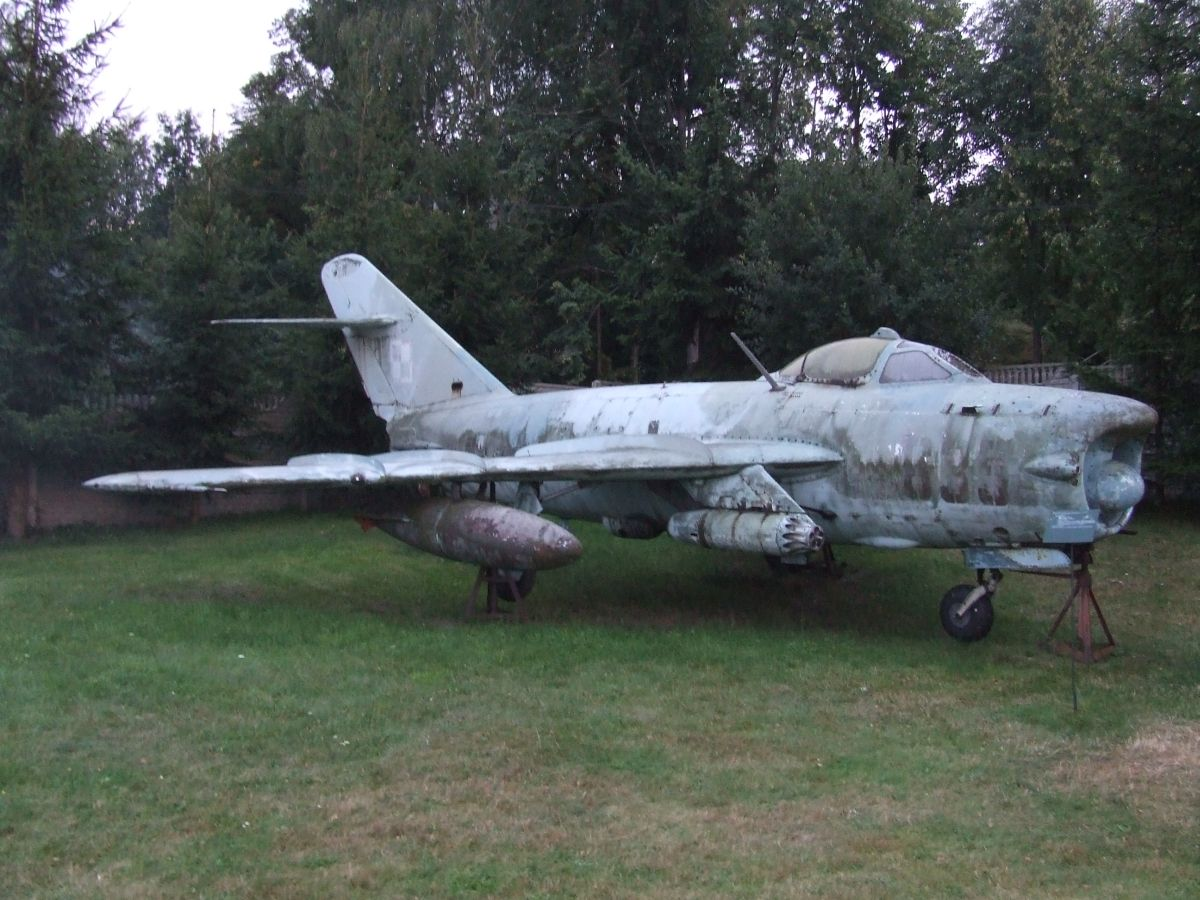
Lim-6

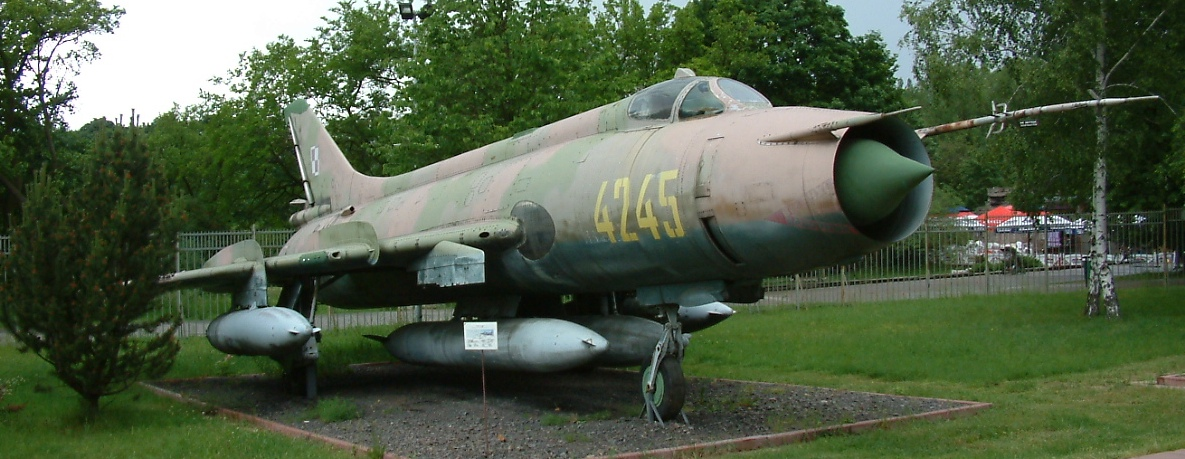
Su-20

8 pułk lotnictwa myśliwsko-bombowego (8 plm-b) – oddział lotnictwa ludowego Wojska Polskiego i Sił Zbrojnych RP.

## Formowanie i zmiany organizacyjne
W okresie od 1 maja do 1 grudnia 1952 na lotnisku w Bednarach, na bazie eskadry z 6 pułku lotnictwa szturmowego, sformowano 53 pułk lotnictwa szturmowego. Etat nr 6/104 przewidywał 307 żołnierzy i 2 pracowników kontraktowych. Pułk miał wchodzić w skład 16 Dywizji Lotnictwa Szturmowego i docelowo stacjonować na lotnisku w Mirosławcu.
W 1960 jednostka została przezbrojona w samoloty Lim-2 i przeformowana w 53 pułk myśliwsko-szturmowy.
30 września 1967 minister Obrony Narodowej przekazał 53 plmsz historyczną nazwę i numer 8 pułku lotnictwa szturmowego oraz ustanowił dzień 25 kwietnia dorocznym świętem jednostki.
W 1971 8 pułk lotnictwa myśliwsko-szturmowego został włączony w skład 3 Brandenburskiej Dywizji Lotnictwa Szturmowo-Rozpoznawczego w Świdwinie.
8 października 1982 pułk został przemianowany na 8 pułk lotnictwa myśliwsko-bombowego.
W 1999 pułk został rozformowany.
| Nazwa pododdziału                           | Miejsce stacjonowania |
| ------------------------------------------- | --------------------- |
| dowództwo pułku                             | Mirosławiec           |
| 1 eskadra lotnictwa myśliwsko–bombowego     | Mirosławiec           |
| 2 eskadra lotnictwa myśliwsko–bombowego     | Mirosławiec           |
| 42 batalion łączności i ubezpieczenia lotów | Mirosławiec           |
| 40 batalion zaopatrzenia                    | Mirosławiec           |
| eskadra techniczna                          | Mirosławiec           |
| 33 bateria przeciwlotnicza                  | Mirosławiec           |
| 48 bateria przeciwlotnicza                  | Mirosławiec           |
| 41 medyczny batalion wzmocnienia            | Mirosławiec           |
| klub garnizonowy                            | Mirosławiec           |
| 24 rzeźnia polowa                           | Mirosławiec           |
| 16 komenda lotniska stałego                 | Mirosławiec           |
| posterunek radiolokacyjny                   | Żeńsko                |
| komenda lotniska zapasowego                 | Oleszno               |
| drogowy odcinek lotniskowy                  | Nowe Laski            |

## Odznaka pułkowa
Odznakę o wymiarach 29x22 mm stanowi prostokątna tarcza u dołu zakończona półokrągło. Centrum biało-czerwonej tarczy wyznacza duża cyfra 8 wypełniona szarą emalią. Na białym tle dwa złote miecze grunwaldzkie i data chrztu bojowego jednostki 25 IV 1945. Po drugiej stronie cyfry pułkowej obramowanie tarczy stanowi stylizowane skrzydło husarskie na czarnym tle, zachodzące u góry, na lewą stronę tarczy. Wewnątrz cyfry 8 znajduje się złoty rysunek Bramy Brandenburskiej. Na tarczę nałożona srebrna odznaka pilota.

## Żołnierze pułku
Dowódcy pułku
Wykaz dowódców pułków podano za: Józef Zieliński [red.]: Polskie lotnictwo wojskowe 1945-2010. s. 155-156.
- ppłk pil. Ruksza (1944–1945)
- kpt. pil. Mikołaj Sołowiew (1945–1946) ???[e]
- mjr pil. Piotr Litwin (1952–1955)
- ppłk pil. Tadeusz Gientkowski (1955–1962)
- mjr pil. Marian Kamiński (1962–1964)
- płk pil. Józef Łowkiewicz (1964–1973)
- ppłk pil. Zenobiusz Bieniaś (1973–1975)
- ppłk pil. Rajmund Rychłowski (1977–1979)
- mjr pil. Janusz Wojtowicz (1979–1982)
- ppłk pil. Marian Jagusiak (1982–1988)
- ppłk pil. Andrzej Wyciślik (1988–1990)
- ppłk dypl. pil. Lech Budzisz (1990-1991)[5]
- ppłk pil. Józef Niedźwiedź (1991–1995)
- ppłk pil. Ryszard Hać (1995 – 2000)

Oficerowie
- Andrzej Błasik
- Lech Konopka
- Tadeusz Kuziora
- Mirosław Jemielniak